# 메리 스튜어트 (배우)

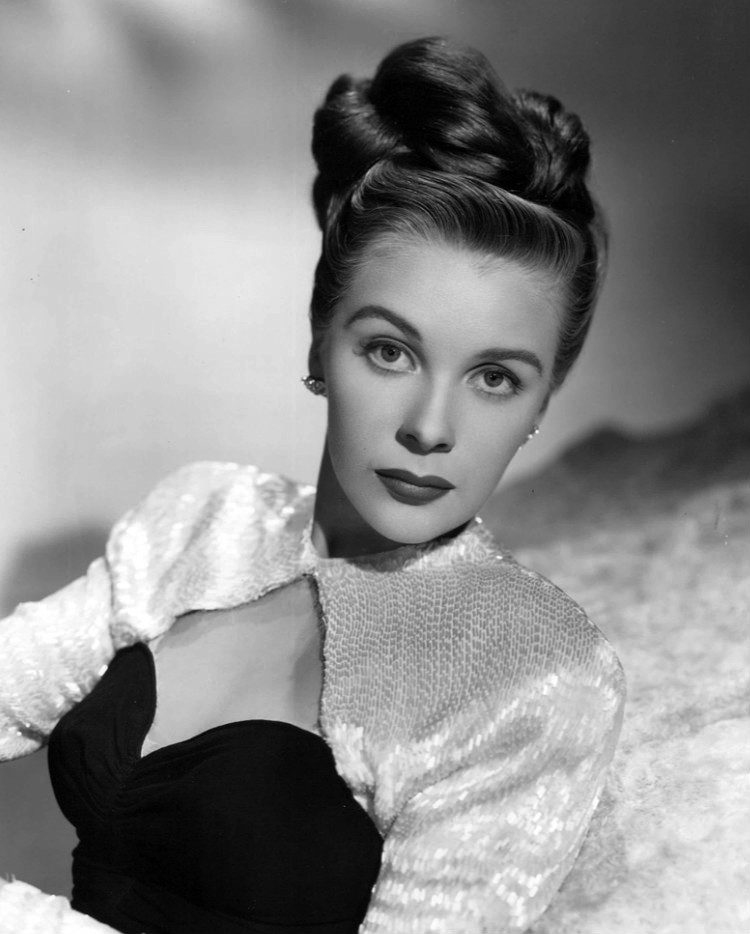

메리 스튜어트(Mary Stuart, 1926년 7월 4일 ~ 2002년 2월 28일)는 미국의 배우, 싱어송라이터, 텔레비전 배우, 영화배우이다.
마이애미에서 태어났으며 뉴욕에서 사망하였다. 사인은 뇌졸중이다.

## 영화
- 원 라이프 투 리브 (1968년)
- 가딩 라이트 (1952년)
- 준 브라이드 (1948년) - 호스티스 온 에어플레인 역
- 돈 쥬앙의 모험 (1948년)
- 디스 타임 포 킵스 (1947년)
- 리빙 인 어 빅 웨이 (1947년)
- 언피니시드 댄스 (1947년)
- 스프링타임 인 더 록키스 (1942년)
- 송 오브 더 아일런즈 (1942년)
- 위크-엔드 인 하바나 (1941년)